# Diplocentrus bellator
Espèce
Diplocentrus bellator est une espèce de scorpions de la famille des Diplocentridae.

## Distribution
Cette espèce est endémique du Guerrero au Mexique. Elle se rencontre vers Acapulco.

## Description
Le mâle holotype mesure 75,4 mm.

## Publication originale
- Teruel, 2003 : Un nuevo escorpión del género Diplocentrus Peters, 1861 (Scorpiones: Diplocentridae) del estado de Guerrero, México. Revista ibérica de aracnología, vol. 8, p. 51-55 (texte intégral).